# Sweet Talkin' Woman
Sweet Talkin' Woman è un singolo del gruppo musicale britannico Electric Light Orchestra, pubblicato nel 1978 come estratto dall'album Out of the Blue.

## Descrizione
Il brano Sweet Talkin' Woman è stato scritto e prodotto da Jeff Lynne.

## Tracce
7" UK
1. Sweet Talkin' Woman
2. Bluebird Is Dead

7" USA
1. Sweet Talkin' Woman
2. Fire On High